# Jonás (Miguel Ángel)
El profeta Jonás de 400 x 380 cm, es un fresco de Miguel Ángel de 1511-1512 y forma parte de la decoración de la bóveda de la Capilla Sixtina, en los Museos Vaticanos de Roma, encargada por el papa Julio II.

## Historia
Al pintar la bóveda, Miguel Ángel procedió desde el tramo cerca de la puerta de entrada, la usada durante las entradas solemnes a la capilla del pontífice y su séquito, hasta la parte sobre el altar. Jonás así pues, que se encuentra sobre el altar, fue una de las últimas figuras en ser realizada y presenta todas las características de los últimos frescos: un estilo conciso y fuertemente expresivo, y una dimensión superior como truco de perspectiva para quien mira la bóveda entrando desde la puerta.
Para pintar al profeta fueron necesarias diez "jornadas". 
Jonás fue ampliamente elogiado por Vasari: «Pero quien no admirará y no quedará perdido viendo la terribilidad de la lona, última figura de la capilla? Donde con la fuerza del arte la bóveda, que por naturaleza está vuelta hacia delante por el muro, empujada por la apariencia de esa figura que se echa hacia atrás, aparece recta y vencida por el arte del dibujo, sombras y luces, parece que verdaderamente se inclina hacia atrás?».

## Descripción y estilo

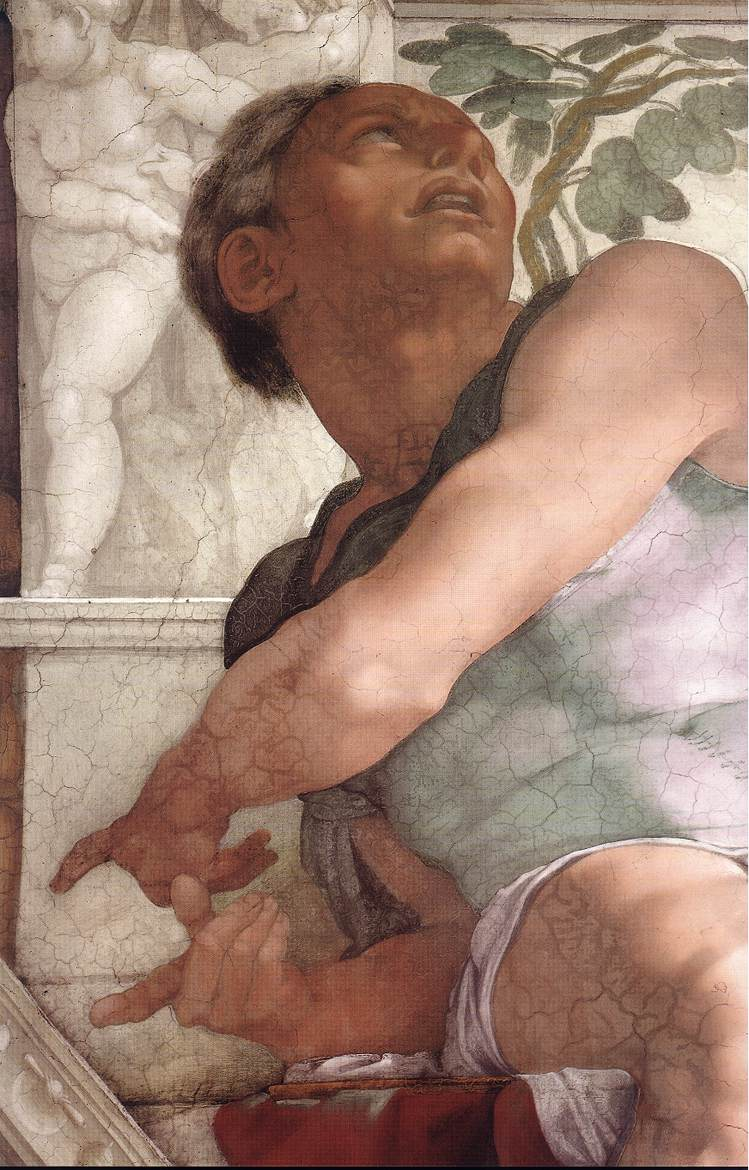
Detalle, el profeta.

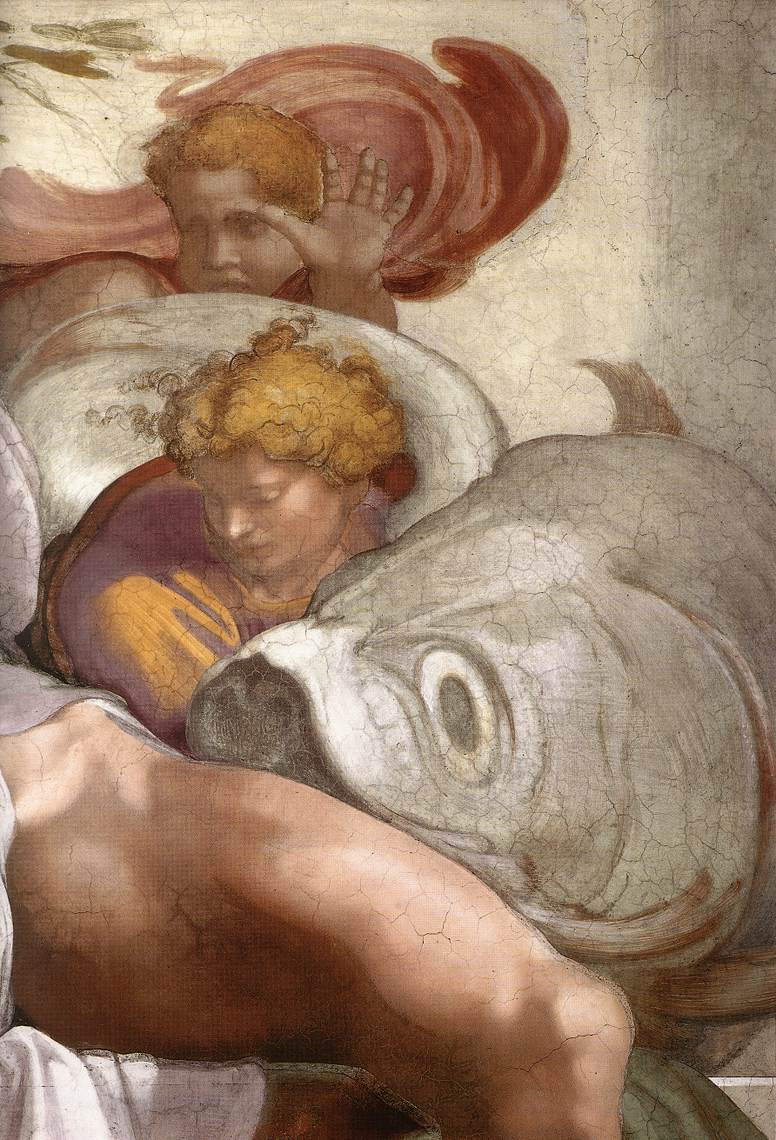
Detalle, los asistentes y el pez.

Jonás forma parte de la serie de los Videntes, colocados sobre amplios tronos arquitectónicos sobre las ménsulas. Cada uno de ellos va acompañado de un par de jóvenes asistentes y está en un gran asiento marmóreo, entre dos pilares con fingidos altorrelieves con amorcillos por parejas, en varias posiciones. Su nombre en latín (en este caso IONAS) está escrito en igualmente simuladas tablitas bajo la plataforma que hace de base al trono, cada una sostenida por un amorcillo.
Jonás, como escribió Vasari, es representado con extraordinario virtuosismo ilusionista, que intenta anular el efecto de la curvatura de la bóveda mediante la inclinación del cuerpo del profeta. También Ascanio Condivi subrayó la "preciosa" capacidad de "girar las líneas, en los escorzos y en la perspectiva", dada por la violenta torsión del personaje hacia atrás sobre un eje oblicuo, equilibrado a la derecha por el gran pez que, según el relato bíblico, se lo tragó por tres días, y los dos niños asistentes. Uno de ellos parece sostener el pez, mientras detrás de él el otro, con una mano en alto, tiene un gesto como de asombro, realzado por el paño rosa hinchado por el viento tras él. Es el único entre los Videntes en no tener consigo ni libros ni rollos, pues su sabiduría parece dada por una directa contemplación del Creador.
La figura del profeta manifiesta la terrible convulsión del furor profético y concluye in crescendo, a nivel formal y expresivo, toda la secuencia de los Videntes: las piernas desnudas se proyectan hacia el espectador, mientras el busto, vestido con un ceñido corpiño sin mangas de color violeta con sombras iridiscentes verdes, se inclina por contra hacia atrás. La musculatura hercúlea se marca a través del jubón y el brazo izquierdo abraza el cuerpo hasta el lado opuesto, mientras el derecho está acodado atrás, con la mano levantada que parece indicar con un gesto. La cabeza sigue la inclinación del tronco y está dirigida hacia arriba, hacia la escena de la Separación de la luz de la oscuridad, con su magnífica representación de Dios creador.

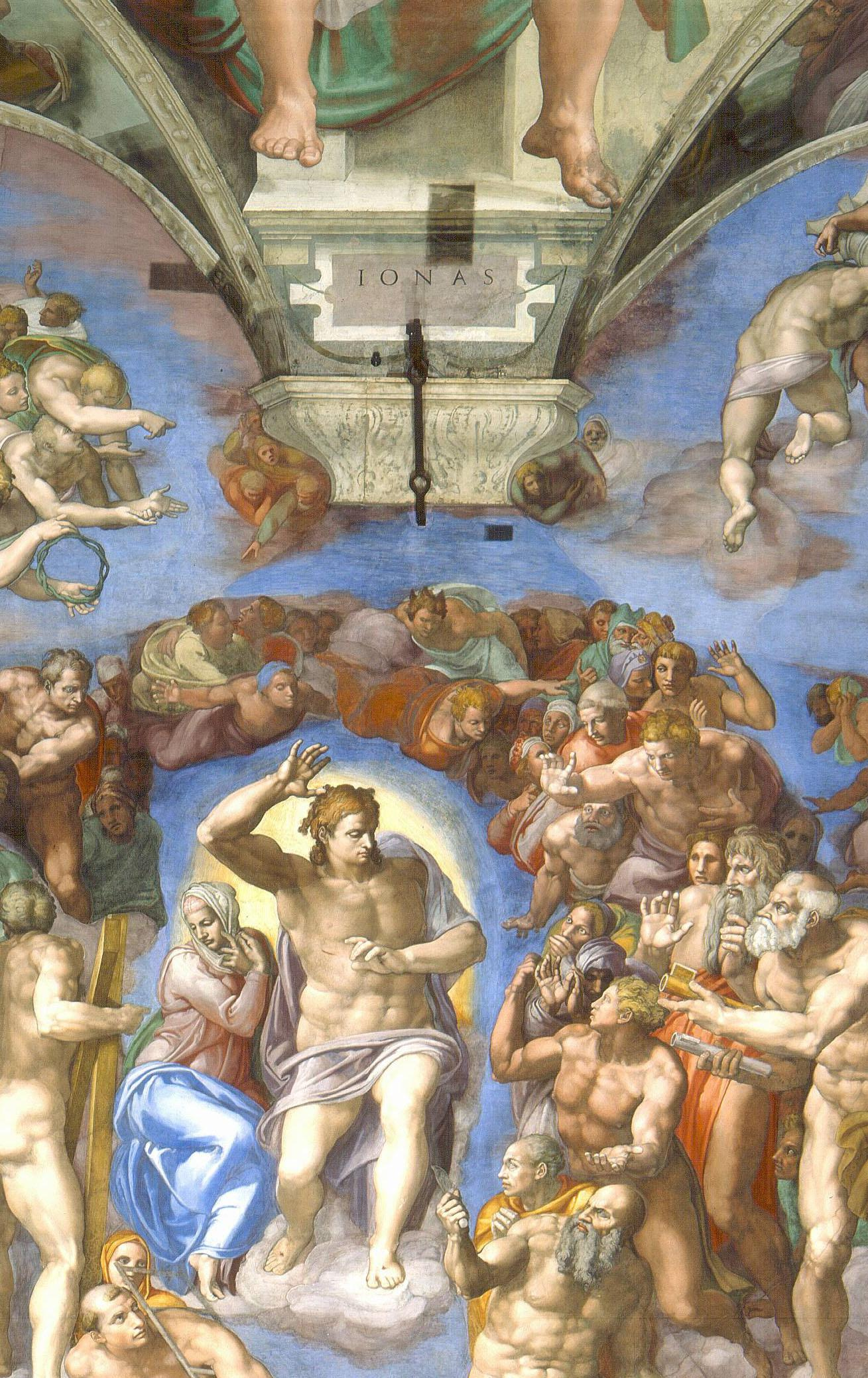
Jonás está representando sobre el Jesús glorioso del Juicio Final.

Jonás debía de hecho atraer la mirada del espectador hacia el final de la capilla, con el avance de la procesión papal que desde la puerta de entrada se acercaba al altar. Su figura está ligada también a una lectura profética de los Videntes y de otras escenas, al estar relacionado con las liturgias de la Semana Santa, la más importante solemnidad que se celebraba en la capilla. Si sobre la puerta ceremonial, colindante con la Sala Regia, se encuentra Zacarías, profeta que predijo la entrada de Cristo en Jerusalén, Jonás era visto como prefiguración de la resurrección de Jesús, ya que como él después de tres días volvió a la vida al ser vomitado por el pez que lo había tragado. Esto también se afirma explícitamente en el Evangelio de Mateo (12, 38-40): «ninguna señal le será dada [a esta generación], si no la señal del profeta Jonás. En efecto, así como Jonás permaneció tres días y tres noches en el vientre del pez, así el Hijo del Hombre permanecerá tres días y tres noches en el corazón de la tierra». El personaje de Jonás también ejerce iconográficamente la función de conexión entre el Antiguo y el Nuevo Testamento: no sólo es la imagen de la bóveda más cercana a la de Cristo pintada sobre la pared tras el altar, sino también su torsión corporal, inclinando hacia atrás el tronco mientras señala hacia Jesús glorioso, indica a las figuras presentes en la bóveda su papel como precursores de Cristo, del Cristianismo y del cristocentrismo.
Durante la restauración surgieron algunos pequeños arrepentimientos a fresco seco, especialmente en las piernas (para corregir y acentuar el escorzo) y a lo largo de la cornisa superior del trono, para modificar la incidencia de la luz.